# Raketstyr
Raketstyr er et rekylfrit, bærbart våben som primært anvendes til at bekæmpe panserkøretøjer. Raketstyret affyrer et projektil som drives af en raketmotor. Nogle gange anvendes backronymet RPG (Rocket-Propelled Grenade) for raketstyr: RPG er et russisk akronym; РПГ (Ручной Противотанковый Гранатомёт) hvilket frit oversat betyder "manuel panserværnsgranatkaster".